# みなし否決
みなし否決（みなしひけつ）とは、両院制の制度をもつ議会において議院で可決してもう一方の院に送付・回付された議案について、後議の院が一定期間内に採決を行わなかった場合に、先議の院において「後議の院が否決した」とみなすことをいう。後述の日数から、60日ルールとも呼ばれる。

## 概要
日本の国会の場合、日本国憲法第59条第4項にこのみなし否決に関する規定が設けられている。日本では他院の未採決状態に対してみなし否決の議決を行うことが認められているのは衆議院に限られ、またその対象は法律案のみとされている。
衆議院本会議で法律案が可決され参議院に送付又は回付されて参議院が受領した後、60日（衆議院からの受領日を含み、国会休会中の期間を除く）以内に参議院本会議での議決（可決・修正議決・否決・同意・不同意のすべてを含む）に至らなかった場合、衆議院は参議院が当該法律案を否決したものとみなすことができる。これは、参議院が議決しないことによって、衆議院の再議決権の行使をさせないことを防ぐことを主眼とした規定である（ただし、みなし否決の後に必ずしもすぐ再議決に付すことが前提ではなく、両院協議会を開き成案を目指すことも可能である）。
憲法第59条第4項の「可決」は修正議決を含む広義の可決と解釈され、その細則にあたる国会法第83条の3第3項の規定でもみなし否決は送付案だけでなく回付案に対しても認められているため、みなし否決が行われ得る事例は次の2例となる。
- 衆議院先議の場合:衆議院で可決（又は修正議決）し参議院に送付されたあと60日を経過した法律案
- 参議院先議の場合:参議院で可決（又は修正議決）し衆議院に送付され衆議院で修正議決し参議院に回付されたあと60日を経過した法律案

みなし否決を行い得るのは、衆院から参院へ法律案を送付又は回付したその同じ会期（延長された場合は当該延長分を含む）中に限られる。衆院からの送付後60日経過の前に会期終了となり閉会中審査にも付されなかった場合はそこで廃案となり、閉会中審査に付されて次の国会に継続審査となった場合は国会法第83条の5が適用され参院が先議院扱いとなるためみなし否決の対象とはならなくなる（その後参院が否決した場合又は議決せず会期終了となった場合は、ともに廃案となる）。
衆議院がみなし否決をする場合は衆議院本会議で「○○提出、○○法律案は、○月○日に参議院に送付の後、60日を経過したが同院はいまだ議決に至らず、よって、本院においては、憲法第59条第4項により、参議院がこれを否決したものとみなすべしとの動議」のように動議を提出して（過半数で）可決する必要があり、他の衆議院優越規定（予算・条約の自然成立30日、首相指名の自然成立10日）のように、所定の期間である60日を過ぎればその法律案が自動的に否決扱いとなるわけではない（衆議院議決後参議院において60日を経過した法律案は、みなし否決とされなかったものを含め、第165回国会（2006年12月19日会期終了）までに129件ある）。
衆議院がみなし否決をした場合は国会法第83条の3第1項により、みなし否決の旨を参議院に通知し、通知を受けた参議院は国会法第83条の3第3項により直ちに衆議院の送付案又は回付案を衆議院に返付することとなっている。
予算や条約に関するみなし否決の起算点である「衆議院議決案を参議院が受領日」については、衆議院事務局は「衆議院議決案を参議院案に送付した日と同日」としているが、参議院は「送付された衆議院議決案の受領を参議院の任意で判断した日」とし、解釈が分かれている（衆議院の優越#みなし否決・自然成立の起算点を参照）。

### みなし否決の例
みなし否決は過去5例9法案ある。いずれも衆議院先議の送付案に対するものであり、回付案での事例はない。日付の古い順（同一日の事例は採決順）に上から記載。
| みなし否決年月日                   | みなし否決年月日 | 法律案 | 衆院議決日 参院受領日 | 60日目  | その後                                                        |
| ---------------------------------- | ---------------- | --- | --------------------- | ------- | ------------------------------------------------------------- |
| 1952年（昭和27年） 7月30日（一括） | 起立多数         | 国家公務員法の一部を改正する法律案（第13回国会閣法第199号） | 5月29日               | 7月27日 | 両院協議会で協議未了のまま会期終了により廃案                  |
| 1952年（昭和27年） 7月30日（一括） | 起立多数         | 保安庁職員給与法案 | 5月31日               | 7月29日 | 両院協議会で成案が得られ、衆参本会議で可決、成立              |
| 1952年（昭和27年） 7月30日         | 起立多数         | 国立病院特別会計所属の資産の譲渡等に関する特別措置法案 | 5月31日               | 7月29日 | 両院協議会を求めず、衆議院再可決で成立                        |
| 2008年（平成20年） 4月30日（一括） | 起立多数         | 地方税法等の一部を改正する法律案 | 2月29日 （一括）      | 4月28日 | 返付を受け、両院協議会を求めず、衆議院再可決（3案一括）で成立 |
| 2008年（平成20年） 4月30日（一括） | 起立多数         | 地方法人特別税等に関する暫定措置法案 | 2月29日 （一括）      | 4月28日 | 返付を受け、両院協議会を求めず、衆議院再可決（3案一括）で成立 |
| 2008年（平成20年） 4月30日（一括） | 起立多数         | 地方交付税法等の一部を改正する法律案 | 2月29日 （一括）      | 4月28日 | 返付を受け、両院協議会を求めず、衆議院再可決（3案一括）で成立 |
| 2008年（平成20年） 4月30日（一括） | 起立多数         | 平成二十年度における公債の発行の特例に関する法律案 | 2月29日 （一括）      | 4月28日 | 返付を受け、両院協議会を求めず、衆議院再可決（2案一括）で成立 |
| 2008年（平成20年） 4月30日（一括） | 起立多数         | 所得税法等の一部を改正する法律案（第169回国会閣法第3号） | 2月29日 （一括）      | 4月28日 | 返付を受け、両院協議会を求めず、衆議院再可決（2案一括）で成立 |
| 2013年（平成25年） 6月24日         | 起立多数         | 衆議院小選挙区選出議員の選挙区間における人口較差を緊急に是正するための公職選挙法及び衆議院議員選挙区画定審議会設置法の一部を改正する法律の一部を改正する法律案 | 4月23日               | 6月22日 | 返付を受け、両院協議会を求めず、衆議院再可決で成立            |

- 1952年7月30日のみなし否決は、前者2案と後者1案の2件に分けて行われた。当時の国会法には否決時の返付の規定がなく、当該3案は参院側に存置のままその後の処理が行われた。
- 2008年4月30日のみなし否決は、前者3案と後者2案の2件に分けて行われた。みなし否決後の処理は参院からの議案返付を受けた後に行われた。
- （類似例）戸籍法の一部を改正する法律案（第10回国会衆法第35号）:1951年3月30日衆議院法務委員長提出法律案として同院本会議で全会一致で可決、参議院へ送付後60日を経過し、会期終了日の同年6月5日衆議院議院運営委員会において「本日の本会議でみなし否決規定を用いてその後再議決を行う（先議時全会一致のため再可決見込み）」旨の了承を経たが、本会議上程に至らずそのまま会期終了、廃案となった。